# Umm Saad
Umm Saad (arabisch أم سعد, DMG Umm Saʿd) ist der vorletzte Kurzroman des palästinensischen Autors Ghassan Kanafani. Es erschien im Jahr 1969 in Beirut unter dem Titel Umm Saad – Qissa filastīnīya („Umm Saad – Eine palästinensische Erzählung“). Die deutsche Übersetzung von Veronika Theis erschien 1986 in Umm Saad / Rückkehr nach Haifa – Zwei palästinensische Kurzromane im Lenos-Verlag in Basel.

## Das Werk „Umm Saad“

### Inhalt
Der Kurzroman Umm Saad schildert eine Episode im Leben der titelgebenden Figur Umm Saad (dt.: die Mutter von Saad), während des Sechs-Tage-Krieges 1967. Umm Saad ist Palästinenserin und lebt in einem Flüchtlingslager im Libanon. Zu Beginn der Erzählung bringt Umm Saad einem Freund, aus dessen Perspektive die Geschichte erzählt wird, einen Weinstock und pflanzt ihn vor dessen Tür ein. Der Sohn der Protagonistin, Saad, wurde kurz zuvor festgenommen. Er war in den bewaffneten Widerstand gezogen. Nach seiner Freilassung tritt er den Fedajin bei und nimmt aktiv an deren Kampfhandlungen teil. Umm Saad hatte bereits als Kind die politischen Geschehnisse und die herrschenden Ungerechtigkeiten in ihrer Umgebung beobachtet. Dabei spürte sie die Frustration des Volkes darüber, dass nicht die einfachen Leute das Lob für ihre harte Arbeit bekommen, sondern die Politiker. Umm Saad und ihre Familie werden im Laufe der Handlung oft von dem wütenden Efendi besucht, der Saads Rückkehr fordert. Im letzten Kapitel wird deutlich, dass sich eine revolutionäre Stimmung und die Bereitschaft zum Aktivismus auf das ganze Lager ausgeweitet hat. Ein alter Mann glaubt, dass die Nakba hätte verhindert werden können, wenn bereits seine Generation gleichermaßen kampfbereit gewesen wäre. Der Weinstock der zu Beginn vor dem Haus Umm Saads eingepflanzt worden war, hat begonnen zu sprießen.

### Aufbau
Umm Saad ist in neun Kapitel aufgeteilt, die Veronika Theis als „Erzählskizzen“ beschreibt. Es handelt sich um neun separate episodische Erzählungen, die durch den Handlungsstrang verbunden sind.

### Charakterübersicht
Umm Saad ist die titelgebende Protagonistin des Kurzromanes. Sie ist die Mutter von Saad, einem palästinensischen Guerillakämpfer (arabisch fidāʾī) und ungefähr in den Vierzigern. Umm Saad wird als unerschütterlich beschrieben. Sie ist eine leidenschaftliche Mutter, die alles für ihre Kinder tut. Sie verfügt über ein starkes Gespür für Gerechtigkeit. Sie arbeitet als Putzhilfe. Umm Saad ist bestrebt den Status quo nicht hinzunehmen und gibt sich nicht mit der Fülle an Leid in ihrem Leben zufrieden.
Saad ist der Sohn der Protagonistin. Er tritt im Laufe der Handlung den Fedajin bei und wird als ein Mann des Wortes beschrieben. Saad sehnt sich nach Veränderung und versucht aktiv, diese herbeizuführen. Zu seiner Mutter hat er eine tiefe Bindung.
Abu Saad ist der Ehemann der Protagonistin und der Vater von Saad. Er arbeitet hart und ist stolz auf seinen Sohn, der sich dem bewaffneten Widerstand angeschlossen hat. Im Laufe der Handlung wird er liebevoller und einfühlsamer.
Der Erzähler ist ein anonym bleibender Intellektueller und Schriftsteller sowie ein Freund Umm Saads.

### Interpretation
In ihrem Artikel über Kanafani für das Kritische Lexikon zur fremdsprachigen Gegenwartsliteratur schreibt Veronika Theis: 
"Umm Saad [ist] ein vielfältiges Symbol. Sie steht für das Volk, die Heimat, das Lager, die palästinensische Frau und – als Mutter von Freiheitskämpfern – für eine hoffnungsvolle Zukunft."
In Umm Saad wird eine stark symbolische Sprache verwendet. Ein Beispiel ist der Weinstock als Symbol für Fruchtbarkeit und Wohlergehen. Im kulturellen Kontext Palästinas steht der Weinstock auch für die tiefe Verwurzelung des Volkes mit ihrem Land, dessen Standhaftigkeit und Resilienz. Der Charakter Umm Saads basiert auf einer real existierenden Bekannten des Autors. Sie verkörpert für Kanafani den Idealtyp einer palästinensischen Frau und Mutter. Umm Saad soll die palästinensischen Flüchtlinge zum Widerstand ermutigen und gibt ihnen zugleich eine Stimme.

## Einordnung in Kanafanis Lebenswerk
Umm Saad erschien drei Jahre vor Kanafanis Ermordung im Jahr 1972. Das Werk übermittelt deutlich Kanafanis politisches Anliegen. Zentral ist dabei die Kritik an der Gründung des Staates Israel und der Vertreibung der Palästinenser sowie der Wunsch nach einem bewaffneten Widerstand. Der Konflikt mit den Zionisten ist ein Motiv, das sich in vielen seiner Werke findet. Umm Saad gilt als Klassiker der palästinensischen Widerstandsliteratur.